# Charles Joughin
Charles John Joughin (3 de agosto de 1878 — 9 de dezembro de 1956) era o pasteleiro-chefe a bordo do RMS Titanic durante a sua primeira e última viagem transatlântica, em 1912. Ele sobreviveu ao naufrágio do navio e tornou-se notável por ter sobrevivido na água gélida do Atlântico Norte por um período de tempo excecionalmente longo (entre 1 e 2 horas), antes de ser puxado a bordo do bote salva-vidas desmontável B.

## Biografia

### Juventude
Charles Joughin nasceu em Patten Street, West Float, Birkenhead, Cheshire, na Inglaterra, no dia 3 de agosto de 1878. Embarcou pela primeira vez num barco aos 11 anos de idade, no ano de 1889, e tornou-se Pasteleiro-Chefe em vários navios da White Star Line, entre eles, o Olympic, navio-irmão do Titanic.

### NoTitanic
Joughin fez parte da tripulação do RMS Titanic durante a sua viagem inaugural em abril de 1912. Ele estava a bordo do navio durante a sua viagem desde Belfast, onde foi construído, até Southampton, onde ancorou antes do início da viagem. Jougin regressou ao Titanic para trabalhar no dia 4 de abril de 1912. No posto de Pasteleiro-Chefe, Joughin recebia um salário mensal de £12 (o equivalente a £880 pela cotação de 28 de janeiro de 2012, com ajustes para a inflação), e chefiava treze pasteleiros subordinados.

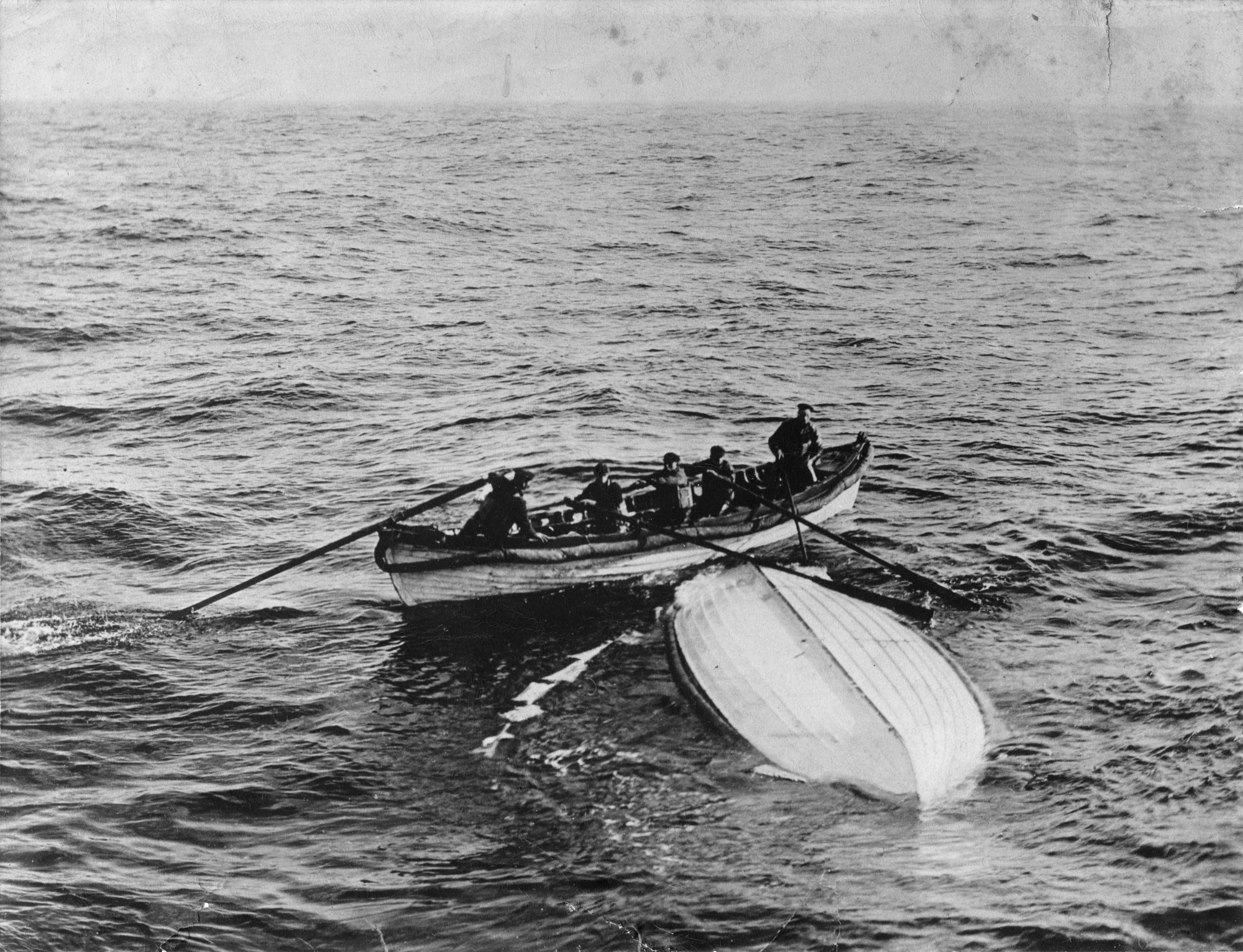
O navio CS Mackay-Bennett encontra o Bote Desmontável B, virado ao contrário.

Quando o navio colidiu com um iceberg na noite de 14 de abril, às 23:40 h, Joughin estava fora de serviço e na sua cama. Segundo o seu testemunho, ele sentiu o choque da colisão e levantou-se imediatamente. Havia informações a ser transmitidas dos conveses superiores que os oficiais se preparavam para lançar os botes salva-vidas, e Joughin enviou os seus treze subordinados para o convés principal com provisões alimentares para os botes: cada um levava quatro grandes pães, cada um carregando por volta de 18 kg de pão. Joughin ficou para trás durante uns momentos, mas seguiu-os em seguida, chegando ao convés superior por volta das 00:30h.
Aí, ele juntou-se ao Oficial Henry Wilde, perto do Bote 10. Jougin ajudou as mulheres e crianças a entrarem no bote, juntamente com outros tripulantes. Após um pequeno período de tempo, as mulheres fugiam do bote convencidas de que estavam mais seguras a bordo do Titanic. O pasteleiro-chefe foi até ao Convés A e forçou algumas mulheres a seguirem-no, atirando-as para o bote salva-vidas.

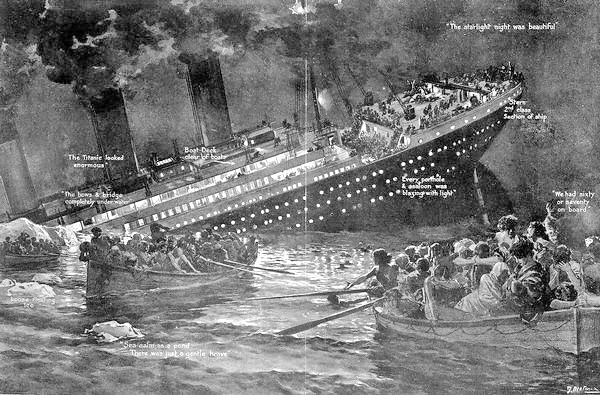
A popa do Titanic eleva-se fora de água. Note que Joughin se encontraria num dos pontos mais à popa do navio por esta altura.

Apesar de ser suposto entrar no Bote 10 para o ajudar a tripular, Jougin não subiu a bordo, dando o seu lugar a mais mulheres, por já se encontrarem lá dois marujos e um criado. Ele desceu para os seus aposentos no Titanic assim que o Bote 10 foi lançado à água, e bebeu algum licor (meio copo, como ele especificou posteriormente). Quando regressava aos conveses superiores, cruzou-se com "o velho doutor" (muito possivelmente o Dr. O'Loughlin, sendo essa a última vez que alguém teria visto o médico). Quando chegou ao Convés Principal, todos os botes tinham sido lançados ao oceano, por isso, Jougin desceu até ao Convés B (à promenade coberta) e atirou cerca de cinquenta espreguiçadeiras ao mar, para que pudessem ser utilizadas como flutuadores pelos passageiros assim que o navio afundasse).
Jougin, então, subiu até à dispensa no Convés A para beber água e, enquanto aí, ouviu um barulho alto, "como se uma parte do navio tivesse partido". Ele deixou a dispensa, e juntou-se à multidão de pessoas que corria até à popa, que se elevava fora de água. Enquanto subia pelo convés, o navio inclinou-se subitamente para bombordo e, segundo ele, toda a gente menos ele foi arremessada ao chão. Jougin subiu ao lado estibordo da popa, segurando-se ao corrimão de segurança de maneira a ficar do lado de fora do navio enquanto este afundava. Quando o navio finalmente submergiu, Jougin foi até à água com ele, como se de um elevador se tratasse, sem sequer ficar com a cabeça dentro de água (nas suas palavras, a sua cabeça "pode ter ficado molhada, mas não mais do que isso"). Por conseguinte, Jougin foi o último tripulante e a última pessoa a sair do RMS Titanic.
Segundo o seu testemunho, ele permaneceu a boiar na água durante cerca de duas horas. Quando os primeiros raios de sol anunciaram a manhã, ele avistou o Bote Desmontável B, tripulado pelo Segundo-Oficial Charles Lightoller e cerca de vinte e cinco homens, que se encontrava virado ao contrário por não ter sido lançado à água devidamente. Joughin nadou vagarosamente até ao Desmontável, mas descobriu que não havia espaço para ele. Todavia, um homem que Joughin reconheceu sendo o cozinheiro Isaac Maynard, estendeu-lhe a mão e segurou-o enquanto ele se segurava ao lado do bote salva-vidas, com os seus pés e pernas ainda dentro de água. Outro bote apareceu, e Joughin nadou até ele e subiu a bordo, onde permaneceu até subir a bordo do navio RMS Carpathia que tinha vindo em auxílio dos passageiros do Titanic, levando-os até Nova Iorque.

### Após o incidente
Depois de sobreviver ao desastre, Joughin regressou a Inglaterra, e foi um dos tripulantes que relatou o seu testemunho no Inquérito Britânico, presidido pelo Lord Mersey. Em 1920, Joughin mudou-se permanentemente para os Estados Unidos, permanecendo em Paterson na Nova Jérsia. Segundo o seu obituário, ele estava também a bordo do SS Oregon quando este afundou no Porto de Boston. Trabalhou ainda em navios da American Export Lines, bem como em navios que transportavam tropas durante a Segunda Guerra Mundial, antes de se aposentar em 1944.
Ele divorciou-se pouco tempo depois mas, mesmo assim, nasceu sua filha, Agnes, do casamento. Após se ter mudado para a Nova Jérsia, casou novamente com Annie E. Ripley e, juntos, criaram a filha de Annie, Rose. A morte da esposa em 1943 foi uma grande perda, da qual Joughin nunca recuperou totalmente. Doze anos mais tarde, Joughin foi convidado para descrever a sua experiência a bordo do Titanic para o famoso livro de Walter Lord, A Tragédia do Titanic.
Pouco tempo depois, a sua saúde deteriorou-se visivelmente, morrendo num hospital em Paterson no dia 9 de dezembro de 1956 após duas semanas com pneumonia aos 78 anos de idade. Foi enterrado junto da sua esposa no Cemitério de Cedar Lawn, em Paterson.

## Representação nos filmes
O papel de Joughin foi representado por George Rose em A Night to Remember, e por Liam Tuohy no filme de sucesso de 1997, Titanic.